# Marburger Burschenschaft Rheinfranken
Die Marburger Burschenschaft Rheinfranken ist eine pflichtschlagende, farbentragende Studentenverbindung in der hessischen Universitätsstadt Marburg. Die Burschenschaft ist Mitglied im Korporationsverband Deutsche Burschenschaft (DB).
Sie wurde 1880 als „Akademischer Verein für Studierende der neueren Philologie zu Marburg“ gegründet und erhielt 1925 mit der Aufnahme in die DB ihren heutigen Namen. Die Aktivitas der Burschenschaft wird vom Verfassungsschutz Hessen als rechtsextrem eingestuft (Stand: 2024).

## Allgemeines
Die Mitglieder der Marburger Burschenschaft Rheinfranken müssen mindestens zwei gültige bzw. ziehende Schlägerpartien gefochten haben. Der Wahlspruch der Burschenschaft lautet „Vaterland – Freundschaft – Ehre“. Im Jahre 2009 bestand sie aus 195 Mitgliedern sowie dem Freundeskreis, wobei sich die Mitglieder zum einen in die Aktivitas (Studierende vor Ort) und zum anderen in den Altherrenverband aufteilen. Im Freundeskreis kommen Mäzene, Förderer und Wegbegleiter zusammen.
In die Burschenschaft aufgenommen werden nur männliche deutsche Studenten, wobei „deutsch“ sich nicht über die Staatsangehörigkeit, sondern entsprechend den Prinzipien der DB über einen volkstumsbezogenen Vaterlandsbegriff definiert. Bis zur Aussetzung der Wehrpflicht 2011 wurden keine Wehrdienstverweigerer aufgenommen.

## Geschichte

### Gründungsphase

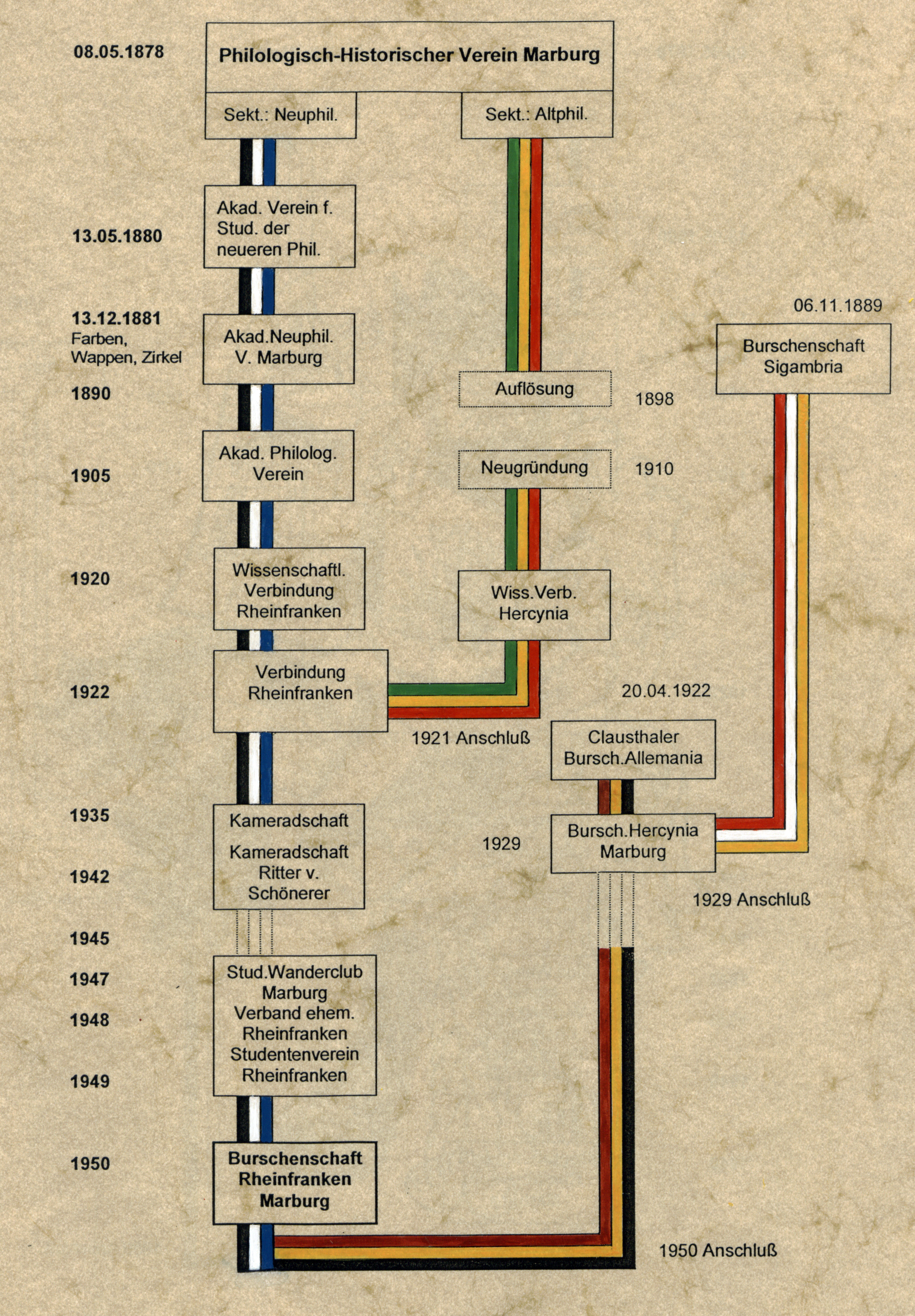
Zeit-, Namens- und Geschichtstafel der heutigen Marburger Burschenschaft Rheinfranken

Die Marburger Rheinfranken gehen auf den 1878 gegründeten „Philologisch-Historischen Verein“ zurück. Daraus ging am 13. Mai 1880 der „Akademische Verein für Studierende der neueren Philologie zu Marburg“ hervor, aus dem die heutige Marburger Burschenschaft Rheinfranken entstand. Zu den Gründungsmitgliedern zählten einige Schüler des Marburger Professors für romanische Philologie, Edmund Max Stengel, der Ehrenmitglied wurde. Unter den Stiftern waren Ludwig Römer (erster Sprecher), Otto Klein, Wilhelm Maus und August Vordieck zuvor bereits an der Universität Straßburg beim dortigen (neu-)philologischen Verein aktiv gewesen. Einige andere Stifter gehörten gleichzeitig auch dem im selben Semester gestifteten Akademischen Turnverein Philippina an. Nach kurzer Zeit wurde von diesen aber verlangt, sich für einen der beiden Vereine zu entscheiden und eine klare Trennung herbeigeführt.
Zweck des Marburger Vereins war die Hebung des wissenschaftlichen Interesses und der Pflege der Geselligkeit unter den Studierenden der neueren Philologie. Zu den Aktivitäten gehörten Vortragsabende und die Studentenkneipe. Wenige Monate nach seiner Gründung wurde der Verein Mitglied im Cartellverband neuphilologischer Vereine an deutschen Hochschulen, dem späteren Weimarer Kartellverband.
1881 nahm der Verein die heutigen Farben mit Wappen und Zirkel an. Die Farben schwarz-silber-blau lehnen sich an die Amtstracht der damaligen Professoren der Fakultät an, welche schwarze Talare mit blauen Aufschlägen und silbernen Knöpfen trugen. Der Zirkel zeigt die in sich verschlungenen Buchstaben S–P–R, die als Abkürzung für die lateinische Vereinsbezeichnung „Societas Philologorum Recentium“ stehen. Der Verein war zunächst nichtschlagend. Im Jahre 1890 wurde er in „Akademisch-Neuphilologischer Verein“ umbenannt. Nach und nach entwickelten sich korporative Tendenzen, so bis zur Jahrhundertwende die Einteilung in Füxe, aktive und inaktive Burschen und Alte Herren. Seit dem Jahr 1890 war das Tragen von Bier- und Weinzipfeln in den Vereinsfarben gestattet. Ab 1896 wurde es zur Pflicht. Der Verein wurde nun politischer. Seit 1893 bestand die Pflicht, Schlägerkurse zu besuchen. Ab 1910 wurden Säbelkurse obligatorisch. Der Verein folgte dem damals üblichen Prinzip unbedingter Satisfaktion. Der Säbel wurde als studentische Ehrenwaffe anerkannt.
Zusehends wurden Germanisten, Historiker und Altphilologen in den Verein aufgenommen, weshalb 1908 der Name in „Akademisch-Philologischer Verein“ geändert wurde. Bis 1908 gastierte der Verein im Turnergarten, später dienten die Marburger Stadtsäle als neues Verkehrslokal. 1913 wurde ein eigenes Grundstück im heutigen Kaffweg erworben.

### Weimarer Republik
1920 gab sich der Verein den Namen „Wissenschaftliche Verbindung Rheinfranken“.
Im selben Jahr trat die Mehrheit der korporierten Studenten Marburgs dem Studentenkorps Marburg (StuKoMa) bei, einem Zeitfreiwilligenverband zur Unterstützung der Reichswehr anlässlich der bürgerkriegsartigen Zustände in Deutschland. An den Ereignissen von Mechterstädt war die Wissenschaftliche Verbindung Rheinfranken im Gegensatz zu den Marburger Corps und Burschenschaften nicht beteiligt. Ihre Aktiven gehörten nicht zum von Bogislav von Selchow kommandierten ersten Bataillon des StuKoMa, sondern wie die der anderen wissenschaftlichen Vereine und Verbindungen Marburgs zur 8. Kompanie im zweiten Bataillon unter Hauptmann a. D. Karl-Ludwig von Buttlar. Das zweite Bataillon wurde einige Tage nach dem ersten aufgestellt und griff erst in die Kämpfe in Thüringen ein, nachdem es bereits zu den dortigen Gefangenenerschießungen gekommen war.
Im Jahr 1921 nahm Rheinfranken die Verbindung auf, aus der sie ursprünglich hervorgegangen war, den vormaligen „Philologisch-Historischen Verein“. 1910 war der PhHV nach langer Vertagung wieder reaktiviert worden, als man eine lose „Altphilologische Gesellschaft“ als neue Aktivitas in den Verein integrieren konnte. In den folgenden Semestern wurde das fachwissenschaftliche Prinzip aufgegeben, Paukzeug angeschafft und der Kontraboden obligatorisch. 1919 wurde der Verein schließlich in „Wissenschaftliche Verbindung Hercynia“ umbenannt, grün-gold-rote Bänder und grüne Mützen angelegt und sich zur unbedingten Satisfaktion bekannt.
Da die Hercynia weniger Neueintritte verzeichnete und wie Rheinfranken Mitglied im Göttinger Kartell war, entschlossen sich beide Schwesterbünde zum Aufgehen der Hercynia in Rheinfranken. Letztere Verbindung wurde so zu einer der stärksten Marburgs.
Am 1. Januar 1922 änderte der Bund seinen Namen in „Verbindung Rheinfranken“.
Die Vereinsmitglieder, die sich untereinander Bundesbruder nannten (und bis heute nennen), reichten 1924 ein Aufnahmegesuch bei der Deutschen Burschenschaft ein. Das wurde auf dem Burschentag in Danzig zunächst abgelehnt.
Mit dem Erwerb eines Baugrundstücks in der Lutherstraße 1925 durch den Altherrenverband begann der Bau eines Verbindungshauses. Auf dem Burschentag in Eisenach am 31. Mai 1925 wurden die Rheinfranken als vorerst probendes Mitglied in die Deutsche Burschenschaft aufgenommen. Der Verein änderte nun seinen Namen in „Marburger Burschenschaft Rheinfranken“. 1927 wurde die Burschenschaft als ordentliches Mitglied in die Deutschen Burschenschaft aufgenommen.
1927 konnte auch das „Rheinfrankenhaus“ bezogen werden. Mit der ansteigenden Zahl von Studenten infolge der Weltwirtschaftskrise wuchs die Burschenschaft. In dieser Zeit wurden durchschnittlich 40 bis 50 Mitglieder pro Semester bzw. pro Trimester aufgenommen.

### Nationalsozialismus
Seit dem Sommersemester 1934 verschärfte der Marburger Studentenführer Gerhard Todenhöfer, selbst Bruder eines Marburger Arminen, den Druck auf die bestehenden Korporationen. Zum Wintersemester 1935/36 klärte sich die Lage auf. Die Burschenschaft Rheinfranken wurde am 6. November 1935 zeitgleich mit sechs weiteren Verbindungen (Burschenschaft Arminia, Burschenschaft Germania, Landsmannschaft Hasso-Borussia, Turnerschaft Philippina, AMV Fridericiana und ATV Marburg) auf dem Marburger Marktplatz im Rahmen einer öffentlichen Feierstunde in je eine Kameradschaft des NSDStB überführt. Da der NSDStB den neuen Kameradschaften aber willkürlich Studienanfänger als Anwärter sowie zur Kontrolle jeweils zwei Studentenbundsmitglieder zuwies, regte sich Widerspruch. Mit Schreiben vom 2. Februar 1936 beantragten die Kameradschaften ihre Beurlaubung, die von der Studentenschaftsleitung zum Semesterende in eine Auflösung umgewandelt wurde. Am 14. Mai untersagte Rudolf Heß allen Angehörigen der NSDAP und ihrer Formationen die gleichzeitige Mitgliedschaft in einer studentischen Korporation, womit das Ende der aktiven Verbindungen besiegelt wurde. Auf dem Rheinfrankenhaus wurde fortan ein inoffizieller Aktivenbetrieb fortgesetzt, wobei der Altherrenverband gleichzeitig weiter mit Gaustudentenführer Todenhöfer über die Bildung einer neuen Kameradschaft verhandelte.
Am 5. November 1938 beauftragte der neue Gaustudentenführer Schultze den Rheinfranken Heinz Herold (aktiv WS 1934/35) mit der Führung einer Gemeinschaft auf dem Rheinfrankenhaus, die auf den Traditionen des alten Bundes fußen sollte. Die Anerkennung als Kameradschaft Herold wurde nach Bewährung im 1. Trimester 1940 gewährt. Die noch in Marburg studierenden Inaktiven der Rheinfranken wurden als Altkameraden übernommen, wodurch eine Kontinuität von Burschenschaft und Kameradschaft hergestellt wurde. Gleichzeitig traten neue Mitglieder, darunter mehrere Söhne von Alten Herren der Rheinfranken ein. Die Suche eines Namens für die neue Kameradschaft gestaltete sich schwierig. Die Anträge Freiherr vom Stein und Walter Flex wurden 1940 durch den NSDStB als schon zu häufig vergeben abgelehnt, später auch Friedrich Friesen. Erst der 1941 eingebrachte Vorschlag Ritter von Schönerer fand Zustimmung und wurde der nunmehrigen Kameradschaft Ritter von Schönerer am 26. Januar 1943 verliehen. Den Aktivenbetrieb bestritten die zum Studium beurlaubten oder durch Verwundung nicht mehr kriegstauglichen Bundesbrüder. Scharfe Mensuren wurden während des Krieges nicht mehr gefochten, da diese als Selbstverstümmelung militärrechtlich geahndet werden konnten.
Gegen Ende des Weltkrieges brach der Universitätsbetrieb in Marburg zusammen. Der letzte Konvent der Kameradschaft Ritter von Schönerer datiert auf den 23. Januar 1945. Am 28. März wurde die Stadt durch die 3. US-Panzerdivision kampflos besetzt.

### Nachkriegszeit
Die Alliierten verboten die studentischen Korporationen als NS-nahe Vereinigungen. Wie die meisten Korporationshäuser wurde auch das Rheinfrankenhaus von der US-amerikanischen Militärregierung beschlagnahmt. Aus dem Verbindungshaus wurde eine Apotheke mit Arzneimittellager. Trotz Verbots traf man sich heimlich in Kellerräumen der Apotheke.
Mit Zustimmung der Besatzungsbehörden hatte man im Wintersemester 1947/48 den „Studentischen Wanderclub Marburg“ gegründet, dem die ehemaligen Alten Herren der „Marburger Burschenschaft Rheinfranken“ wieder beitraten. 1948 fand das erste Nachkriegsstiftungsfest statt. Bald konnte der Altherrenverband zunächst unter dem Namen „Verband ehemaliger Rheinfranken“, später unter dem Namen „Studentenverein Rheinfranken“ neu gegründet werden. Die Rechtsnachfolge wurde festgestellt und es begann ein jahrelanger Rechtsstreit um die Rückgabe des Rheinfrankenhauses, welches mittlerweile vom Land Hessen verwaltet wurde. Die vollständige Rückgabe erfolgte 1953.
Zeitgleich geschah die Neugründung der „Marburger Burschenschaft Rheinfranken“  mit der des Dachverbands Deutsche Burschenschaft. Am 16. und 17. Juni 1950 fand in Marburg der erste Burschentag nach dem Nationalsozialismus statt. 1950 fusionierten die Burschenschaft Hercynia Marburg und die Rheinfranken. Hercynia Marburg war 1929 aus der Clausthaler Burschenschaft Allemania (Gründung am 20. April 1922) und der ehemals dem ADB angehörenden Burschenschaft Sigambria (Gründung am 6. November 1889) hervorgegangen. Ebenfalls 1950 eröffnete die aus Königsberg vertriebene Königsberger Burschenschaft Teutonia ihren Aktivenbetrieb in Marburg. Die Rheinfranken stellten zwei Aktive (Eberhard Bauer, Walter Hoffmann) als Unterstützungsburschen bzw. Zweitbandmänner ab.
Seit 1952 durften die Mitglieder der Rheinfranken wieder in Couleur in der Öffentlichkeit auftreten. Im selben Jahr wurde die Bestimmungsmensur wieder eingeführt, und die Rheinfranken traten dem Marburger Waffenring bei.
In den späten 1950er Jahren wurden viele Burschenschaften von den Ereignissen um den Südtiroler Freiheitskampf erfasst, in dem Burschenschafter wie der Wiener Olympe Norbert Burger eine tragende Rolle spielten. Bedingt durch den engen Kontakt der Rheinfranken zur Wiener akademischen Burschenschaft Olympia, die mit dem Blauen Verband, dem die Rheinfranken angehörten, im Verkehrsverhältnis stand, wurden auch sie in die Ereignisse hineingezogen. Ein aktivistischer Flügel der Aktivitas um Bernhard Grunert (SS 1955) konnte sich mit dem Ansinnen, gemeinsam am bewaffneten Kampf der Südtiroler teilzunehmen, nicht durchsetzen. Stattdessen fuhr die Aktivitas in den Semesterferien zu Ernteeinsätzen nach Südtirol, um dortige Bauern zu unterstützen. Im August 1960 beteiligte man sich an einer Aktion des Volksbundes Deutsche Kriegsgräberfürsorge in Oberitalien, um Leichname gefallener deutscher Soldaten des Weltkrieges zu bergen. Ebenso 1960 referierte der Abgeordnete des Südtiroler Landtages (SVP) Hans Plaikner auf Einladung von Rheinfranken und Germania in Marburg über das Minderheitenproblem und die politische Situation in Südtirol. Mehrere von den italienischen Behörden verfolgte Südtirolaktivisten fanden zeitweilig bei den Rheinfranken Unterschlupf und wurden auf den Studentenbuden einzelner Aktiver versteckt.

### 1960er Jahre – Rote Rheinfranken
Mit dem Aufkommen neuer sozialer Bewegungen in den 1960er Jahren veränderten sich die Meinungsverhältnisse und die politischen Kräfteverhältnisse in den westdeutschen Studentenschaften grundlegend. Korporationen wurden wie generell rechtsorientierte studentische Vereinigungen marginalisiert. In ihrer ehemaligen Hochburg Marburg dominierten nun linksradikale Vereinigungen wie Sozialistischer Deutscher Studentenbund, Sozialistischer Hochschulbund (SHB) und MSB Spartakus die Atmosphäre in der Studentenschaft und die Politik des Allgemeinen Studentenausschusses.
Die Burschenschaft Rheinfranken entwickelte sich ebenfalls nach links. Hatte man in den 1950er und frühen 1960er Jahren noch enge Kontakte zur Wiener akademischen Burschenschaft Olympia unterhalten und sich in der Südtirolfrage engagiert, vertrat man im Verlaufe der 1960er Jahre liberalere Positionen und erhielt schließlich innerhalb des Dachverbandes den Spitznamen „Die roten Rheinfranken“. Studentische Traditionen wurden zunehmend infrage gestellt. Die Aktivitas der Burschenschaft Rheinfranken trat in der Folgezeit dem während des Burschentags in Landau 1969 gegründeten „Neuen Landauer Kreis“ bei, der sich unter anderem für eine Abschaffung der Pflichtmensur als Verbandsprinzip einsetzte und aus dem sich später der „Marburger Ring“ entwickelte. 1969 wurde der erste Rheinfranke ohne zuvor geschlagene Mensur inaktiviert, die Pflichtmensur in der Folge abgeschafft. Gleichzeitig waren die 1960er Jahre auch von einem starken hochschulpolitischen Engagement der Rheinfranken geprägt. Im Hochschulpolitischen Ausschuss der Deutschen Burschenschaft engagierten sich die Rheinfranken Gernot Graeßner (SS 1964) und Martin Hellwig (SS 1967). Auf der Liste des Marburger Korporationsringes wurden Rheinfranken in den Senat der Marburger Universität und ins Studentenparlament gewählt. Der Rheinfranke Holger Schulze (SS 1964) amtierte nach den Hochschulwahlen im WS 1965/66 als Präsident des Studentenparlaments. Im WS 1966/67 wurde unter der Leitung des Universitätsassistenten Dipl.-Volkswirt Ludwig Bress ein mehrwöchiges Seminar über „Wirtschaftstheorie des Marxismus“ auf dem Rheinfrankenhaus abgehalten. Ludwig Bress, später Professor an der Universität Kassel, war, wie sich 1996 herausstellte, jahrzehntelang als Inoffizieller Mitarbeiter für das Ministerium für Staatssicherheit tätig.

### Jüngere Entwicklungen
Anfang der 1980er Jahre kam es zu einer Hinwendung zurück zu studentischen Traditionen und politischem Anspruch. 1983 wurde die Bestimmungsmensur wiedereingeführt.
Rheinfranken-Mitglieder gehörten Ende der 1980er Jahre zu den Gründern der Marburger Sektion des Republikanischen Hochschulverbandes (RHV), der Hochschulorganisation der rechtskonservativen Partei Die Republikaner. Mitglied von RHV und Republikanern war auch der Rheinfranke Björn Clemens, der später auch stellvertretender Bundesvorsitzender der Partei wurde.
Im Geschäftsjahr 2000/01 übernahm die Marburger Burschenschaft Rheinfranken zum ersten Mal seit ihrem Beitritt 1925 den Vorsitz der Deutschen Burschenschaft, nachdem sie sich in einer Kampfabstimmung auf dem Burschentag gegen die Münchener Burschenschaft Danubia durchgesetzt hatte.

## Verhältnisse
Die Marburger Burschenschaft Rheinfranken gehört seit 1925 der Deutschen Burschenschaft an. Sie ist gegenwärtig kartellfrei, gehörte aber von 1954 bis 1963 dem Blauen Verband an, einer Vereinigung von Burschenschaften, die im Dachverband die Mitte repräsentierten. Dem BV gehörten neben den Rheinfranken die Berliner Burschenschaft der Märker, Alemannia Freiburg, Wartburg Köln-Germania Leipzig, Rhenania München, Salingia Halle zu Münster und Germania Würzburg an, zu denen enge Beziehungen unterhalten wurden. Der Blaue Verband bildete gemeinsam mit dem Schwarz-Roten Verband und dem Grün-Weiß-Roten Kartell den Eisenacher Ring innerhalb der Deutschen Burschenschaft. Studierten Rheinfranken an auswärtigen Universitäten, waren sie bei den Burschenschaften des Eisenacher Ringes Verkehrsgäste.
1963 erklärte die Burschenschaft Rheinfranken den Austritt aus dem Blauen Verband, da sie im Gegensatz zu den meisten anderen Burschenschaften des BV die Fusion von Deutscher Burschenschaft und Deutscher Burschenschaft in Österreich befürwortete.
Enge Verhältnisse bestanden in der Zwischenkriegszeit zur Burschenschaft Ostmark Wien, bei der viele auswärtig inaktive Rheinfranken (u. a. Fritz Hellwig) verkehrten, und in den 1950er und 1960er Jahren zur Wiener akademischen Burschenschaft Olympia.
Seit 2015 unterhält die Aktivitas der Burschenschaft Rheinfranken ein Freundschaftsverhältnis mit der flämisch-nationalen Studentenverbindung KVHV Gent in Belgien, die sich zwar ihrem Herkommen nach als katholisch-konservativ bezeichnet, aber mittlerweile als flämische Burschenschaft versteht.

## Zum heutigen politischen Selbstverständnis
Die Burschenschaft Rheinfranken versteht sich als eine politische Verbindung, d. h. ein politisches Interesse wird von den Mitgliedern erwartet. Dem soll ihr Wahlspruch „Vaterland, Freundschaft, Ehre“ Ausdruck geben. Damit verbinde sich ein „aktiver Patriotismus“. Darunter verstehe man das Bemühen um die „freie Entfaltung des deutschen Volkstums“. „Deutsches Volkstum“ hat einen am ius sanguinis orientierten Inhalt. Demnach werde das „deutsche Vaterland“ nicht durch „staatliche und politische Grenzen“ definiert. Vielmehr schließe es Territorien außerhalb der Bundesrepublik Deutschland wie Südtirol, Österreich oder die historisch deutsch besiedelten Gebiete Siebenbürgens ein, in denen grenzüberschreitend Angehörige eines nationalen Kollektivs lebten, das als Großverwandtschaftsverband und als Gemeinschaft imaginiert wird. Sie alle seien gemeinsamer, nämlich als „deutsch“ angesehener Abstammung. Diese Vorstellung einer Zusammengehörigkeit über staatliche Grenzen hinweg wird auch durch das explizite Festhalten am Singen der ersten beiden Strophen des Deutschlandlieds unterstrichen. In ihrem veröffentlichten Leitbild erklärt die Burschenschaft, Extremismus und Gewalt als Mittel zur Durchsetzung politischer Ziele abzulehnen. Außerdem bekenne sie sich zum Selbstbestimmungsrecht der Völker, dem freiheitlich-demokratischen Rechtsstaat und einem vereinten Europa freier Völker sowie zur Pflege internationaler Kontakte.

## Burschenschaftliche Vortragsabende
Die politische Betätigung ihrer aktiven Mitglieder findet zum einen im Rahmen der Deutschen Burschenschaft statt. Als wissenschaftliche Vorträge und politische Diskussionsrunden werden zudem im Rheinfrankenhaus jedes Semester sogenannte „Burschenschaftliche Vortragsabende“ veranstaltet, bei denen vornehmlich Hochschullehrer oder Personen aus Politik und Kulturbetrieb sprechen. In jüngerer Zeit etwa Publizisten wie Anna Veronika Wendland (2017), Asfa-Wossen Asserate (2021) und Bernhard Grün (2021) oder die Professoren Michael Buback (2012), Joachim Starbatty (2013), Karl Heinrich Krüger (2013), Harald Lönnecker (2017), Harald Seubert (2017), Sven Grosse (2017), Ulrich Kutschera (2018) und David Engels (2025).
Daneben wurden in der Vergangenheit zahlreiche bekannte Repräsentanten der politischen Rechten oder aus dem vorgelagerten Übergangsfeld eingeladen wie Dirk Bavendamm (2007), Rigolf Hennig (2000), Paul Latussek (zeitweise BfB, 2004), Manfred Rouhs (Pro Deutschland), Franz Schönhuber (2001), Franz Uhle-Wettler, Martin Hohmann (ehemals CDU, 2000), Volkmar Weiss, Lutz Weinzinger (FPÖ), Andreas Mölzer (FPÖ, 2005), Martin Graf (FPÖ, 2008), Barbara Rosenkranz (FPÖ, 2010) sowie die Publizisten Karlheinz Weißmann und Manuel Ochsenreiter.
Aufmerksamkeit erregte auch der Vortrag des ehemaligen Linksterroristen und RAF-Anwalts Horst Mahler über die 68er-Bewegung (1999).
Weiterhin gab es gelegentlich Vorträge aus dem konservativen Teil der CDU (Erika Steinbach, 2003, Wolfgang Bosbach, 2007, Eberhard Diepgen, 2010) und dem nationalliberalen Teil der FDP (Alexander von Stahl, 1995, Gerhard Papke, 2021), einmal auch des Vorsitzenden des Zentralrats der Juden in Deutschland Ignatz Bubis (FDP, 1998). In einer Erklärung zu ihren Referenten teilte die Burschenschaft im Jahre 2000 mit, dazu „zählten in der Vergangenheit auch unbescholtene Bürger und Persönlichkeiten wie bspw. Ignatz Bubis.“

## Kontroversen
Die Burschenschaft verteilte 1993 ein Flugblatt anlässlich des 70. Todestages des wegen Bombenanschlägen und anderer Sabotageakte von einem französischen Militärgericht zum Tode verurteilten und 1923 hingerichteten Freikorpsangehörigen Albert Leo Schlageter, der 1922 einer NSDAP-Tarnorganisation beigetreten war und zu einem „nationalsozialistischen Säulenheiligen“ avancierte. Der „frühe Nationalsozialist“ (Hans Mommsen) war „der Märtyrer im Ruhrkampf“ des „vaterländischen Lagers“ (DNVP, NSDAP, Stahlhelm u. a.). In dem Flugblatt erklärten die Rheinfranken, in Schlageter ein „Vorbild der deutschen Jugend“ zu sehen. Er stehe „im Zeichen der Aufopferung für sein Vaterland, die Volksgemeinschaft, für Werte, die längst vergessen scheinen“.
Auch an öffentlichen Kundgebungen beteiligte sich die Burschenschaft, so gegen die Wehrmachtsausstellung.
Der NPD-Funktionär und Burschenschafter Jürgen W. Gansel empfahl vor solchem Hintergrund Studenten, soweit es um Burschenschaften gehe, sich in Marburg bei den Rheinfranken zu organisieren. Dazu verwies ein Sprecher der Burschenschaft und Mitglied der CDU auf das generell politische Selbstverständnis von Burschenschaften. Im Fall der Rheinfranken sei es überparteilich, aber doch „wohl mit dem Begriff ‚deutschnational‘ am besten beschrieben.“
Im August 2024 erklärte der hessische Innenminister Roman Poseck in einer Antwort auf eine Kleine Anfrage der Fraktion Bündnis 90/Die Grünen, dass die Aktivitas der Burschenschaft vom Landesamt für Verfassungsschutz Hessen als rechtsextrem eingestuft werde.

## Bekannte Mitglieder

### Philologisch-Historischer Verein/Wissenschaftliche Verbindung Hercynia
1921 in Rheinfranken aufgegangen
- Emil Aust (1863–nach 1933), Gymnasiallehrer und Klassischer Philologe
- Friedrich Busch (1891–1974), Bibliothekar
- Wilhelm Dersch (1877–1942), Historiker und Archivar
- Paul Dinse (1866–1938), Historiker, Geograph und Bibliothekar
- Gustav Eskuche (1865–1917), Pädagoge, Gymnasialdirektor, Schriftsteller und Volksliedsammler
- Franz Geppert (1874–1952), Historiker und Gymnasiallehrer
- Rudolf Graefenhain (1867–1940), Pädagoge
- Fritz Graebner (1877–1934), Ethnologe
- August Heisenberg (1869–1930), Byzantinist
- Wilhelm Heraeus (1862–1938), Klassischer Philologe
- Ludwig Mollwo (1869–1936), Historiker und Hochschullehrer
- Oskar Suffert (1892–1974), Philologe und Aktivist des völkischen „Deutschbundes“
- Richard Wünsch (1869–1915), klassischer Philologe und Religionswissenschaftler

### Akademisch-Neuphilologischer Verein/Wissenschaftliche Verbindung Rheinfranken/Marburger Burschenschaft Rheinfranken
- Eberhard Bauer (1929–2017), Pädagoge und Heimatforscher (1990 ausgetreten)
- Adolf Bingel (1901–1982), Internist, Neurologe und Psychiater
- Gerhard Budde (1865–1944), Pädagoge, Schulreformer und Hochschullehrer
- Björn Clemens (* 1967), Publizist und Politiker (Die Republikaner)
- Richard Dohse (1875–1928), Pädagoge und Autor
- Hans-Jürgen Fuchs (1941–2010), Romanist, Lektor und Gymnasiallehrer
- Georg Goyert (1884–1966), literarischer Übersetzer und Lehrer
- Gernot Graeßner (* 1945), Bildungswissenschaftler und Hochschullehrer (ausgetreten)
- Dieter Harms (* 1935), Pathologe und Hochschullehrer
- Fritz Hellwig (1912–2017), Historiker, Politiker (NSDAP, CDU), ehemaliger Vizepräsident der Kommission der Europäischen Gemeinschaften
- Martin Hellwig (* 1949), Volkswirt (ausgetreten)
- Max Hummeltenberg (1913–2004), Psychologe, Übersetzer, Blockparteifunktionär (NDPD)
- Siegfried Kadner (1887–1970), Lehrer und Schriftsteller
- Carl Kappus (1879–1951), Sprachwissenschaftler und Gymnasiallehrer
- Richard Konetzke (1897–1980), Historiker und Hochschullehrer (als Student ausgeschieden)
- Karl Krüger (1907–1997), Lehrer, Schulbuchautor und Geschichtsdidaktiker
- Karl Heinrich Krüger (1937–2023), Historiker und Hochschullehrer
- Karl-Heinz Leise (1919–2004), Physiker
- Klaus Malettke (* 1936), Historiker und emeritierter Hochschullehrer
- Gunter Mulack (1943–2023), Diplomat (ausgetreten)
- Herbert Mundhenke (1915–1997), Historiker und Archivar
- Richard Ohnsorg (1876–1947), Schauspieler und Gründer des Ohnsorg-Theaters in Hamburg
- Hans Raithel (1864–1939), Heimatdichter, Schriftsteller und Gymnasialprofessor
- Gerhard Ringeling (1887–1951), Pädagoge und Schriftsteller
- Reinhold Schenk (1930–2010), Jurist und Diplomat (nur zwei Semester lang Mitglied)
- Rolf Schlögell (1921–1984), Mediziner und Ärztefunktionär
- Ernst Simon (1921–1998), Zeitungsverleger
- Dietmar Todt (* 1935), Zoologe und Hochschullehrer
- Heinrich Weber-Grellet (* 1948), ehemaliger Vorsitzender Richter am Bundesfinanzhof (ausgetreten)
- Hermann Weimer (1872–1942), Pädagoge und Psychologe
- Hans-Helmut Wegner (* 1942), Prähistoriker und Hauptkonservator
- Karl-Hermann Wegner (* 1941), Gründer und erster Leiter des Stadtmuseums Kassel[38]
- Christian Zaum (* 1969), Lehrer, Mitglied des Deutschen Bundestages (AfD)

### Burschenschaft im ADB Sigambria/Marburger Burschenschaft Hercynia
Gegründet 1920 als Clausthaler Burschenschaft Allemannia und 1929 als Marburger Burschenschaft Hercynia unter Aufnahme der zur DB strebenden Mitglieder der vormaligen ADB-Burschenschaft Sigambria Marburg an der Philipps-Universität Marburg wiederaufgetan. 1950 mehrheitlich in der Burschenschaft Rheinfranken aufgegangen
- Hans Barry (1879–1966), Oberbergrat (kein Rheinfranke geworden)
- Peter Dickens (1900–1975), Chemiker
- Adolf Greifenstein (1900–1955), Mediziner und Hochschullehrer
- Oswald Hauser (1910–1987), Philologe, Historiker und Hochschullehrer
- Hans Lüer (1890–1980), Chemiker, Erfinder (kein Rheinfranke geworden)
- Hermann Oeser (1899–1969), Apotheker und Politiker (NSDAP)
- Erich Rix (1900–1964), Pathologe und Hochschullehrer
- Erich Schröder (1903–1989), Bergingenieur, Polizeibeamter (kein Rheinfranke geworden)
- Werner Selke (1901–1971), Agrikulturchemiker (kein Rheinfranke geworden)
- Oscar Wilson (1910–1987), Verwaltungsjurist, Bevollmächtigter des Landes Schleswig-Holstein beim Bund
- Karl Winter (1900–1984), Zahnarzt und Verbandsfunktionär

## Ehrenmitglieder
Sowohl der Akademisch-Neuphilologische Verein (gegr. 1880) als auch der Philologisch-Historische Verein bzw. Wissenschaftliche Verbindung Hercynia (1878–1921) ernannten während ihres Bestehens als wissenschaftliche Vereine bzw. Verbindungen mehrere Marburger Hochschullehrer, meist die jeweiligen Ordinarien für Romanistik, Anglistik bzw. Klassische Sprachen zu Ehrenmitgliedern. Diese besuchten regelmäßig die Kneipen und wissenschaftlichen Kränzchen der Bünder und blieben diesen oftmals auch nach der Annahme eines neuen Rufs verbunden.
- Gottfried Friedrich Aly (1852–1913), Klassischer Philologe und Gymnasialdirektor
- Georg von Below (1858–1927), Verfassungs- und Wirtschaftshistoriker
- Theodor Birt (1852–1933), Altphilologe und Schriftsteller
- Wilhelm Busch (1861–1929), Historiker
- Franz Dietrich (1810–1883), Orientalist und evangelischer Theologe
- Ernst Elster (1860–1940), Germanist und Hochschullehrer
- Karl Kalbfleisch (1868–1946), Klassischer Philologe und Hochschullehrer
- Alfons Kissner (1844–1928), Romanist, Anglist und Hochschullehrer
- Max Koch (1855–1931), Literaturhistoriker und Hochschullehrer
- Eduard Koschwitz (1851–1904), Romanist, Mediävist, Provenzalist und Phonetiker
- Eugen Kühnemann (1868–1946), Literaturwissenschaftler und Hochschullehrer
- Max Lenz (1850–1932), Historiker und Hochschullehrer
- Karl Lucae (1833–1888), Germanist und Hochschullehrer
- Ernst Maass (1856–1929), Klassischer Philologe
- Gregor Sarrazin (1857–1915), Anglist und Hochschullehrer
- Edward Schröder (1858–1942), Altgermanist
- Edmund Stengel (1845–1935), Romanist und Reichstagsabgeordneter, Ehrenmitglied seit Gründung, später auch zum Alten Herrn ernannt
- Georg Thiele (1866–1917), Klassischer Philologe uns Hochschullehrer
- Wilhelm Viëtor (1850–1918), Neuphilologe, Phonetiker und Hochschullehrer
- Friedrich Vogt (1851–1923), Historiker, Philologe und Germanist
- Eduard Wechssler (1869–1949), Romanist und Hochschullehrer
- Georg Wissowa (1859–1931), Klassischer Philologe und Hochschullehrer
- Ferdinand Wrede (1863–1934), Linguist

Mitgliederverzeichnis:
- Willy Nolte (Hrsg.): Burschenschafter-Stammrolle. Verzeichnis der Mitglieder der Deutschen Burschenschaft nach dem Stande vom Sommer-Semester 1934. Berlin 1934. S. 1075–1076.